# Projekt budowlany
Projekt budowlany – opracowanie, zbiór dokumentów i projektów podlegający prawnemu zatwierdzeniu przedstawiający plany inwestycji budowlanej w formie i zakresie określonym w odpowiednim rozporządzeniu stanowiący część dokumentacji budowy, którego zawartość określa ustawa Prawo budowlane.
Projekt budowlany powinien być sporządzony zgodnie z ustaleniami miejscowego planu zagospodarowania przestrzennego lub warunkami decyzji o warunkach zabudowy i zagospodarowania terenu oraz warunkami przepisów prawnych w szczególności warunkami ustawy Prawo budowlane i powołanych do niej aktów wykonawczych.
W większości przypadków zakres projektu budowlanego stanowią:
- projekt zagospodarowania działki lub terenu;
- projekt architektoniczno-budowlany;
- projekt techniczny.

Do projektu w zależności od potrzeb dołącza się załączniki:
- decyzja o nadaniu uprawnień budowlanych dla projektant lub projektanta sprawdzającego, jeżeli jest wymagany;
- zaświadczenie o przynależności do izby zawodowej;
- oświadczenie projektanta o sporządzeniu projektu zgodnie z obowiązującymi przepisami i zasadami wiedzy technicznej;
- opinie, uzgodnienia, pozwolenia i inne dokumenty;
- w przypadku drogi krajowej lub wojewódzkiej, oświadczenie właściwego zarządcy drogi o możliwości połączenia działki z drogą, zgodnie z przepisami o drogach publicznych.